# Francesco Paolo Masullo
Francesco Paolo Masullo o Masulli (Acquaviva delle Fonti, 1679 – Acquaviva delle Fonti, 1733) è stato un cantante castrato italiano.
Figlio di Antonio Domenico studiò canto come castrato nel 1690 nel Conservatorio della Pietà dei Turchini di Napoli. Divenne maestro di cappella della cattedrale di Acquaviva delle Fonti.